# Lingala jezik
Lingala jezik (ISO 639-3: lin; isto i ngala), sjeverozapadni bantu jezik u zoni C kojim govori oko 2 141 300 ljudi iy plemena Bangala u Srednoj Africi. Većina od 2 040 000 govori ga u DR Kongu (2000) u provincijama Bandundu, Equateur i Orientale, a ostalih 90 600 u Kongu (2000), poglavito Brazzaville i sjeverno. 
Lingala je jedan od 7 lusengo jezika, koji čine dio podskupine bangi-ntomba (C.40)

## Vanjske poveznice
- Ethnologue (14th)
- Ethnologue (15th)
- The Lingala Language